# 弗拉维娅·马克西米安娜·狄奥多拉

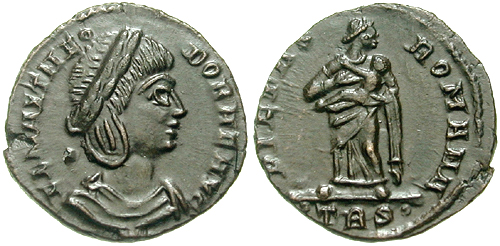
狄奥多拉的硬幣，正面人像為狄奥多拉，背面為罗马神话中的虔敬女神庇厄塔斯

弗拉维婭·马克西米安娜·狄奥多拉（？—337年）是ㅡ位羅馬帝國皇后，帝國西部奧古斯都（主皇帝）君士坦提烏斯一世的妻子及君士坦丁大帝的繼母。

## 生平

### 早年
古代文獻常稱狄奧多拉為帝國西部奧古斯都（主皇帝）馬克西米安的繼女，這導致歷史學家奧托·塞克和恩內斯特·斯坦因聲稱，她是馬克西米安之妻歐特羅皮婭與阿弗拉尼烏斯·漢尼拔努斯早年婚姻所生。 漢尼拔努斯於292年擔任執政官，並在皇帝戴克里先（後成為東部奧古斯都）時期擔任禁衛軍長官。
蒂莫西·巴恩斯對這一觀點提出了質疑，他認為所有關於繼女的資料都源於假定的4世紀《皇帝史》，而巴恩斯認為該書不可靠，而他認為更可靠的資料則稱狄奧多拉為馬克西米安的女兒，而不是他的繼女。他得出結論，狄奧多拉是馬克西米安前妻所生，可能是漢尼拔努斯的女兒之一。雖然古典時代晚期專家茱莉亞·希爾納同意狄奧多拉是馬克西米安親生女兒的觀點，但她也指出巴恩斯的理論無法解釋狄奧多拉其中一個女兒為何被命名為尤特羅皮婭。她認為狄奧多拉是馬克西米安和尤特羅皮婭兩人的女兒。她同意巴恩斯關於「繼女來源」的說法是君士坦丁後期宣傳的結果，但她認為阿弗拉尼烏斯實際上是尤特羅皮婭的兄弟，這解釋了為什麼狄奧多拉給她的一個女兒取名為尤特羅皮婭，給一個兒子取名為漢尼拔努斯。

### 婚姻
293年，狄奧多拉嫁給了馬克西米安的凯撒（副皇帝）君士坦提烏斯一世。在此之前，君士坦提烏斯為了鞏固自己的政治地位，和妻子海倫納離婚（君士坦丁的母親）。兩人育有六個子女。狄奧多拉後來透過她的兒子尤利烏斯·君士坦提烏斯成為了皇帝尤利安的祖母。
她的繼子君士坦丁大帝死後，她的幾名男性後代慘遭殺害，尤利安明確地將此歸咎於君士坦提烏斯二世。君士坦丁的繼承者們開始印製狄奧多拉的硬幣，大概是為了與這場屠殺劃清界線。

## 軼事
跟據基督教文獻，297年狄奧多拉曾被惡魔附身，她的父皇馬克西米安親自派人請求驅魔師和傳教士聖馬圖里努斯他前往羅馬，以便他的繼女能夠被這位聖人治愈。狄奧多拉體內的惡魔随後被聖人驅除。馬圖裡努斯在羅馬又住了三年，為受迫害的基督徒向馬克西米安求情。他於約300年11月1日去世，並被葬於羅馬公墓。